# Clerodendrum membranifolium
Clerodendrum membranifolium là một loài thực vật có hoa trong họ Hoa môi. Loài này được H.J.Lam mô tả khoa học đầu tiên năm 1919.